# Лжедмитрій I
Дмитрій Іоанович, Лжедмитрій I чи Названий Дмитрій (бл.1581-82 — 17(27) травня 1606) — московський цар, що правив у 1605-1606 під ім'ям Дмитра Івановича — сина Івана IV Грозного

## Смерть царевича Дмитра
Царевич Дмитро Углицький (син Івана Грозного, 1582—1591) загинув за заплутаних обставин  — від ножової рани в горло. Його мати звинуватила у вбивстві Дмитра «людей Бориса» Данилу Битяговського і Микиту Качалова, які негайно були вбиті натовпом, що піднявся на сполох.
Незабаром після загибелі в Углич приїхала урядова комісія на чолі з князем Василем Шуйським, яка після допиту десятків свідків прийшла до висновку, що це був нещасний випадок і царевич сам міг нанести собі рану під час нападу епілепсії.

## Версії походження

### Чернець-утікач
За найбільш поширеною версією, Лжедмитрій I був ченцем-утікачем на ім'я Григорій Отреп'єв із Чудова монастиря в Москві. В 1601 з'явися в Речі Посполитій. Польський король Сигізмунд III Ваза і литовсько-руські (українські) магнати (Адам та Костянтин Вишневецькі, Сапіги, польські — Мнішеки) визнали в ньому царевича, нащадка Івана IV Грозного, підтримали Дмитрія і протягом 1603—1604 провели підготовку до зведення його на московський престол.

### Син Стефана Баторія
Цю версію висунув Конрад Буссе, німецький найманець на московській службі, під час Смутних часів. За його словами, інтрига починалася в Москві, серед незадоволеної правлінням Бориса знаті. За її дорученням Григорій Отреп'єв, чернець Чудова монастиря, втік на Дніпро із завданням знайти і представити до польського двору відповідного самозванця, який міг зіграти роль загиблого царевича. У Литві  (нинішня Білорусь), він швидко знайшов потрібного кандидата, а саме — благородного, хороброго юнака, який, як розповіли Буссе знатні шляхтичі, був незаконним сином колишнього польського короля Стефана Баторія. Цього юнака чернець навчив усього, що було потрібно для виконання задуму. Той же Отреп'єв, за словами Буссе, передав самозванцю натільний хрест з ім'ям Димитрія, навчив, як треба себе вести при дворі, і надалі вербував для нього людей у Дикому полі.
Сучасні послідовники теорії про таке походження самозванця звертають увагу на його «занадто легке» входження в Московію, а також його вміння вправно танцювати, їздити верхи, стріляти і володіти шаблею, а також на його нібито «немосковський» говір, при тому що, за збереженими даними, він абсолютно вільно говорив польською мовою.

### Син Івана Грозного
Версія про те, що людина, яка іменується в історичних працях «Лжедмитром», була справжнім царевичем, захованим і таємно переправленим у Польщу, також існує, хоча і не має популярності. Прихильниками порятунку виступали, серед інших, історики XIX — початку XX століття А. С. Суворін, К. М. Бестужев-Рюмін, подібну версію вважав допустимою Казимир Валишевський та інші. Ідею про те, що «легше було врятувати, ніж підробити Димитрія», висловлював такий відомий історик, як Микола Костомаров. Нині також є дослідники, що розділяють таку точку зору, хоча реальних доказів вона досі не має.

### Онук Івана Грозного
Існує також досить ґрунтовна версія про те, що царевич Дмитро — спражній нащадок Івана IV. Втім, не його син, а онук: син Івана V (нар. 1581) та його третьої дружини Олени Іванівни — доньки одного з небагатьох досвідчених воєвод Івана Грозного, І. В. Шереметєва Меншого, що уцілів у роки опричнини, але загинув у 1577 р. при облозі Ревеля. Один із її найзапеклих прихильників, історик Олександр Кас, зокрема припускає, що Дмитро Іванович міг знаходитися до повноліття при польському дворі та користуватися авторитетом у польської, української та сіверської знаті. Він був князем та «принцем крові» Московського царства і, після загибелі сина Івана Грозного, царя Федора Івановича — законний претендент на трон, бо вже є повнолітнім.

### Група людей
Ще за життя Лжедмитра, існувало народне повір'я, про те що Лжедмитро — це не одна людина, а результат групової змови, і що роль «дивом врятованого царевича» грали відразу кілька схожих людей. Згідно з листами монаха-відлюдника, деякі представники духовенства і миряни стверджували, що чернець Григорій Отреп'єв був обраний польськими вельможами як той, хто зіграє роль царевича Дмитра, але коли він почав робити дурні, не тактовні вчинки, і виникла загроза його викриття, його вбили, а на його роль була призначена інша, більш керована та освічена людина. Але і ця особа була кілька разів замінена. За твердженнями сучасників, кілька разів помітно змінювався зріст Лжедмитра з низького на високий та навпаки, сам «цар» то з великими труднощами говорив московською, то говорив вільно і без акценту, іноді він взагалі говорив тільки латиною, а за словами його придворних Лжедмитро погано знав латинь і писав нею з великими помилками, так наприклад слово «imperator» він писав як «in perator».

### Італійський чернець
Версію висунув очевидець подій Смутного часу, придворний історіограф короля шведського Карла IX, Юхан Відекінд, автор книги спогадів, відомої під ім'ям «Історії десятирічної шведсько-московитської війни». За його словами, невідомий, який претендував на московський трон, був ставлеником поляків, вони спочатку намагалися з його допомогою або захопити, або підпорядкувати собі Московське царство. Відекінд писав: «Це була людина хитра і лукава; за походженням, як думають, валах, але інші вважають, що він був італієць (деякі вважали його євреєм — прим. Королівського історіографа); віком і рисами обличчя він був схожий на справжнього Димитрія, на думку багатьох, що бачили того і іншого». Зараз ця версія майже не має послідовників.

## Політичні наміри
Дмитрій зобов'язувався повернути Речі Посполитій землі, захоплені у Литви у війнах XV—XVI ст. — Сіверську Україну і Смоленську землю; забезпечити участь Москви в антиосманській коаліції; дозволити відкривати в Московській державі костели, допустити єзуїтів, запровадити унію Московського патріархату з Католицькою церквою; надати допомогу Сигізмунду III Вазі в його боротьбі проти Шведської імперії. У жовтні 1604 на чолі військ, сформованих в Речі Посполитій, вторгся в Сіверську Україну, що була захоплена Московським царством в 1503, де був підтриманий козаками та частиною селянства. Незважаючи на поразку під Добриничами, укріпився в Путивлі (тепер Сумська область). Після смерті Бориса Годунова Дмитрій в червні 1605 зайняв Москву (московська армія під Кромами перейшла на бік Дмитрія). 17 липня 1605 року Марія Нагая, дружина Івана Грозного визнала його своїм сином.

## На московському троні
Особливою церемонією була коронація Дмитрія I, що відбулась 1605 року.
На відміну від всіх інших коронаційних церемоній в Московії, порядок коронації Дмитрія I був потрійний: традиційну шапку Мономаха і барми в Успенському соборі поклав на царя Патріарх Ігнатій. Пізніше він же увінчав Дмитрія короною, надісланою імператором Священної Римської імперії, вручив скіпетр і державу. І нарешті, в Архангельському соборі в прибудові Іоанна Лествичника біля трун Івана Грозного і Федора Івановича поклав на нового монарха т.з. «царську корону» — шапку Казанську.
Коронаційні регалії були привезені в Москву імператорським послом Генріхом фон Логау в 1604 році. Друга корона, за свідченням архієпископа Арсенія Елассонського, була надіслана імператором Священної Римської імперії Рудольфом II і була практично ідентична імператорській короні. Ймовірно цю корону вивезли з Москви поляки в 1611—1612 роках.

### Політика
Вступивши на царський трон, Дмитрій намагався проводити самостійну внутрішню політику. Заходи Дмитрія були спрямовані на забезпечення йому підтримки серед провінційного дворянства. Він не допустив єзуїтів, відмовився віддати Речі Посполитій обіцяні землі, обіцяючи повернути затрачені на похід кошти, вступити у війну з Шведською імперією. Дмитро І помилував Василя Шуйського, присудженого до страти Земським собором за зраду; обмежив термін повернення селян-втікачів; на 10 років звільнив від податків південні волості, що підтримували його; скасував обмеження для виїзду з царства і по пересуванню іноземців по ньому; провів опис монастирських володінь (погрожуючи їх обмежити); обіцяв відкрити школи, університет для поширення західних вчень; розпочав підготовку до війни з Туреччиною за гирло Дону. Дмитро І дав обітницю не проливати крові підданих, правити не суворістю, а милосердям. Збільшення податків та проведення жорсткої кріпосницької політики привело до посилення соціальних заворушень (рух Лжепетра).

### Криза і загибель
Невиконання Дмитрієм його обіцянок (відтягував запровадження католицтва, відмовився зробити територіальні поступки Речі Посполитій і надати воєнну допомогу Сигізмунду III Вазі у війні проти Шведської імперії) привело до загострення відносин з Річчю Посполитою. Криза політики Дмитрія сприяла організації заколоту угрупування бояр на чолі з Василем Шуйським. 17 (27) травня 1606 під час повстання москвичів проти поляків, литвинів та русинів, що прибули на весілля Дмитрія і Марини Мнішек, був убитий заколотниками.